# Uğur Demirok
Uğur Demirok (* 8. Juli 1988 in Istanbul) ist ein türkischer Fußballspieler.

## Karriere

### Verein
Demirok kam im Istanbuler Stadtteil Eyüp auf die Welt und begann in der Jugend von Galatasaray Istanbul. Im Frühling 2006 wurde er vom damaligen Cheftrainer Eric Gerets in den Profikader aufgenommen und gab in der Ligapartie vom 1. April 2006 gegen Gençlerbirliği Ankara sein Profidebüt. In derselben Saison wurde er mit der Mannschaft türkischer Meister. In seiner zweiten Saison verlieh Galatasaray ihn an Gaziantepspor, dort kam er nur auf zwei Spiele. Demirok wechselt zur Saison 2007/08 auf Leihbasis in die 2. Liga zu İstanbulspor. Bei Istanbulspor kam er zu mehr Einsätzen, jedoch reichte es eine Saison später wieder nicht zu einem Platz bei Galatasaray. 2008/09 spielte Uğur Demirok für den Drittligisten Beylerbeyi SK.
Im Sommer 2011 verließ er Galatasaray endgültig und wechselte zum Zweitligisten Akhisar Belediyespor.  Bei diesem Verein kam er regelmäßig zu Einsätzen. Zum Saisonende wurde er mit seiner Mannschaft Meister der TFF 1. Lig und stieg zum ersten Mal in der Vereinsgeschichte in die Süper Lig auf. In der ersten Erstligasaison bei Akhisar gelang Demirok der von ihm erhoffte Durchbruch. Er stieg zum Leistungsträger auf.
Demirok lehnte im Sommer 2014 eine Vertragsverlängerung mit Akhisar Belediyespor ab und erklärte, dass er den Verein zum Saisonende mit dem Auslaufen seines Vertrages verlassen werde. Nach diesen Entwicklungen wurde Demirok, der bereits während der Saison 2013/14 mit seinem alten Verein Galatasaray in Verbindung gebracht wurde, mit Galatasaray in Verbindung gebracht und ein Wechsel zu diesem Klub bis spätestens zum Sommer 2015 als sicher angesehen. Diese Gerüchte bestätigte sich schließlich, als Anfang Januar 2015 der Galatasaray-Trainer, unter dem Demirok bei Akhisar Belediyespor seinen Durchbruch schaffte, sein Interesse an Demirok bekundete. Nachdem ein Wechsel zu Galatasaray als sicher angesehen wurde, wechselte Demirok überraschend zum Ligarivalen Trabzonspor und unterschrieb bei diesem einen Dreijahresvertrag. Trabzonspor zählte für Demirok eine Ablösesumme von 550.000 Euro und überließ den Spieler Kadir Keleş, der am Saisonbeginn an Akhisar Belediyespor ausgeliehen wurde, samt Ablöse an diesen Klub.
Für die Saison 2015/16 wurde er an den Ligarivalen Osmanlıspor FK ausgeliehen. Nach drei Jahren in Trabzon, wechselte Demirok zu Konyaspor.

### Nationalmannschaft
Demirok durchlief von der türkischen U-15- bis zur U-20-Nationalmannschaften nahezu alle Jugendnationalmannschaften seines Landes.
Nachdem er bei seinem Verein über mehrere Monate zu überzeugen wusste, wurde er im März 2014 im Rahmen eines Testspiels vom Nationaltrainer Fatih Terim zum ersten Mal in seiner Karriere in das Aufgebot der türkischen Nationalmannschaft nachnominiert. Er ersetzte damit im Kader den Deutsch-Türken Ömer Toprak, welcher zuvor verletzungsbedingt wieder ausgeladen wurde. Während dieser Nominierung absolvierte er gegen die schwedische Nationalmannschaft sein A-Länderspieldebüt.

## Erfolge
Mit Galatasaray Istanbul
- Türkischer Meister: 2005/06

Mit Akhisar Belediyespor
- Meister der TFF 1. Lig und Aufstieg in die Süper Lig: 2011/12

Mit Osmanlıspor FK
- Vierter der Süper Lig: 2015/16